# Малая Яумбаева
Малая Яумбаева — деревня в Аргаяшском районе Челябинской области России. Входит в состав Кузнецкого сельского поселения.

## География
Расположена в западной части района, в верховьях реки Улушар. К юго-востоку находятся 2 лесных болота. Деревня находится в 27 км от Аргаяша и в 9 км от Кузнецкого.

## История
Поселение основано после 1873 года как выселок из деревни Яумбаева (сейчас называется Большая Яумбаева). Входила в Черлинскую волость Челябинского уезда Оренбургской губернии; в 1889 состояла из 30 дворов (193 жителя). Затем население росло и уже в 1900 в ней насчитывалось 39 дворов (168 жителя), а в 1916 — 49 дворов (209 жителя).
Во время Гражданской войны башкирское население поддерживало белых, которые в 1918 году заняли деревню Малая Яумбаева. Но 20 июля 1919 года, в ходе Челябинской операции, части 2-й бригады Двадцать седьмой стрелковой дивизии красных командира А. А. Алёнкина выбили из деревни части Восьмой Камской стрелковой дивизии белых под командованием генерал-майора С. Н. Войцеховского. В деревне была установлена советская власть. Во время сражения в местном болоте был случайно утоплен пулемёт Максима.
Затем уже в советский период Большая и Малая Яумбаева вошли в состав Аргаяшского кантона (до 1934 года), а затем стали частью Аргаяшского национального округа, впоследствии Аргаяшского района. До 1961 года деревня входила в состав Байрамгуловского сельского поселения, затем перешла в состав Кузнецкого сельского поселения. Также на старых картах, деревня именовалась, как «Большая Яумбаева», а не «Малая».
В 1950-х в деревне был построен колхоз «Победим», который в 1960-х вошёл в состав совхоза «Кузнецкий». Также при совхозе была открыта пасека.
В 1968 была построена школа, которая была закрыта в 1974. А уже в 1980 году на месте школы был открыт клуб. За год в 1989—1990 была построена дорога до соседнего села Губернское. В 1989 году был ликвидирован колхоз, а в 1993 был закрыт и клуб.
В 2017 в деревне пересох местный пруд, из-за чего очень сильно пострадала местная природа.

## Инфраструктура
В деревне отсутствуют магазины, социальных учреждений нет.

## Население
| 2002 | 2010 |
| ---- | ---- |
| 52   | ↘44  |

В 1970 г. — 142 чел., в 1983 г. — 118 чел., в 1995 г. — 84 чел.

## Достопримечательности
В деревне расположен бывший пруд, в котором, по легендам, в 1919 году был потоплен пулемёт Максим.